# Islas Ashmore
Las Islas Ashmore (en inglés: Ashmore Islands o bien Ashmore Reef) en parte llamadas Arrecife Ashmore, están situadas en el Mar de Timor, un mar marginal del Océano Índico. El archipiélago está a unos 320 kilómetros de la costa noroeste de Australia y a 144 kilómetros de la isla indonesia de Roti. Al este a 60 kilómetros al sur está la isla de Cartier, y a 40 kilómetros al noreste el Arrecife Hibernia.
El grupo está formado por tres islas deshabitadas, isla del oeste, centro y este, así como un espacio común que comprende todo el arrecife. Incluyendo el arrecife y laguna  el área total abarca de unos 227 km². En las islas de arena el área se disttribuye de la siguiente forma: un total de 0,61 km² (West Island: 0.32 km², Middle Island: 0.13 km², East Island: 0.16 km²) 
El archipiélago fue descubierto en 1811 y nombrado así en honor del navegante inglés Samuel Ashmore como comandante del Hibernia. En 1878 Gran Bretaña anexó las islas Ashmore. En 1934 las cedió al control australiano.